# Hôpitaux de Brazzaville
Brazzaville, capitale de la République du Congo, concentre une grande partie de l’offre hospitalière du pays, avec des établissements publics, privés et confessionnels. Ces hôpitaux jouent un rôle central dans la prise en charge médicale de la population urbaine et servent souvent de référence nationale pour certaines spécialités.

## Historique
L’histoire hospitalière de Brazzaville remonte à la période coloniale, avec la création des premières structures médicales destinées à la population européenne et africaine. Après l’indépendance, la ville a vu la construction et la modernisation de plusieurs établissements majeurs, notamment le Centre hospitalier universitaire de Brazzaville (CHU-B), qui est aujourd’hui le plus grand hôpital du pays.

## Principaux établissements
Parmi les hôpitaux publics et privés de Brazzaville, on compte :
- Centre Hospitalier Universitaire de Brazzaville (CHU-B) : principal centre de soins, d’enseignement et de recherche médicale du pays.

- Hôpital Central des Armées Pierre Mobengo : établissement public relevant du ministère de la Défense.

- Hôpital de base de Bacongo et Hôpital Général de Djiri : structures publiques assurant les soins courants et les urgences.

- Hôpital de Talangaï : centre hospitalier de référence pour le nord de la ville.

- Cliniques privées : Clinique Pasteur, Clinique Medical de Brazzaville (CMO), Clinique Cogemo, Cliniques Les Rosiers, Cliniques Oregon, Clinique Securex (SAMU), Clinique Netcare, entre autres, offrant des soins spécialisés et des services d’urgence[2]’[3].

## Services et équipements
Les hôpitaux de référence de Brazzaville disposent de services d’imagerie médicale (radiologie, échographie, scanner, parfois IRM), de laboratoires d’analyses, de blocs opératoires et de services de maternité. Les cliniques privées proposent également des consultations spécialisées et des évacuations sanitaires’.

## Gestion des nouveau-nés
Les principales maternités, notamment au CHU-B et dans les hôpitaux de base, assurent la prise en charge des accouchements et des soins néonatals. Des programmes de vaccination et de suivi postnatal sont mis en œuvre, bien que l’accès aux équipements spécialisés reste parfois limité dans les structures secondaires’.

## Conditions de travail
Le personnel hospitalier à Brazzaville fait face à des défis tels que la surcharge de travail, le manque de matériel et des salaires parfois irréguliers. Les efforts de modernisation visent à améliorer les conditions de travail et la qualité des soins, notamment dans les établissements publics.

## Dans la société
Les hôpitaux de Brazzaville jouent un rôle essentiel dans la société congolaise : ils sont au cœur de la réponse aux urgences sanitaires, de la formation des professionnels de santé et de l’accès aux soins pour la population. Ils symbolisent également les défis persistants du système de santé national, entre modernisation et contraintes de ressources.